# Gutierre-Muñoz
Gutierre-Muñoz es un municipio y localidad española de la provincia de Ávila, en la comunidad autónoma de Castilla y León. El término municipal tiene una población de 64 habitantes (INE 2024).

## Toponimia
En censos antiguos el nombre del municipio ha figurado con las grafías Gutiérrez Muñoz, Gutierrezmuñoz y Gutierremuñoz.

## Geografía
La localidad está situada a una altitud de 885 m sobre el nivel del mar. Se halla situada en la cañada real que unía Madrid y Valladolid.[cita requerida]
| Noroeste: Orbita     | Norte: Orbita         | Noreste: Orbita                                          |
| Oeste: Arévalo       |                       | Este: Martín Muñoz de las Posadas (provincia de Segovia) |
| Suroeste: Tiñosillos | Sur: Pajares de Adaja | Sureste: Adanero                                         |

## Historia
La población de Gutierre-Muñoz surge en la época medieval a partir de la repoblación del siglo XI de las tierras de Ávila, dirigida por Raimundo de Borgoña, bajo las órdenes de Alfonso VI. Su origen viene de un pueblo surgido a raíz de su posición en una cañada real.
Aquí murió a los 58 años, aquejado de unas fiebres, Alfonso VIII de Castilla "el de Las Navas", el 5 de octubre de 1214, cuando se dirigía hacia Plasencia para entrevistarse con su yerno Alfonso II de Portugal.
Hacia mediados del siglo XIX, el lugar tenía contabilizada una población de 334 habitantes. Aparece descrito en el noveno volumen del Diccionario geográfico-estadístico-histórico de España y sus posesiones de Ultramar de Pascual Madoz de la siguiente manera:

GUTIERREZ MUÑOZ: l. con ayunt. de la prov. y dióc. de Avila (7 leg). part. jud. de Arévalo (2), aud. terr. de Madrid (17), c. g. de Castilla la Vieja (Valladolid 13): sit. en terreno llano; le combaten todos los vientos, y su clima es propenso á fiebres intermitentes. Tiene 72 casas de regular construccion interior; una plaza; casa de ayunt.; escuela de instruccion primaría comun á ambos sexos; una fuente con un caño y un magnifico pilon, de aguas buenas y potables, de las que se utilizan los vec. para sus usos; y una igl. parr. (La Asuncion de Ntra. Sra), servida por un párroco; curato de primer ascenso, y un beneficiado simple servidero, que tiene propietario. Los 2 de presentacion de S. M. en los meses apostólicos, y del ob. en los ordinarios: en los afueras de la pobl. se encuentra una ermita (Sta. Cruz), y el cementerio en parage que no ofende la salud pública. El térm. confina al N. con el de Orbita; E. y S. Adanejo, Pajares y Sanchidrian; O. el r. Adaja, á dist. de 1/2 leg., y comprende un desp. titulado Bodoncillo (el), y los llamados de Hijas, Garcilobo, Marateras y Tejada, que se hallan enclavados en térm. comun de este pueblo y Orbita 2,800 fan. de tierra cultivada, y 100 incultas; de las cultivadas 790 de primera suerte, 1,310 de segunda y 700 de tercera, y le atraviesan el r. Adaja y los arroyos titulados el Ponton, el Valle y el Vallondo; todos desaguan en el Adaja y son de curso interrumpido en el estio. caminos: los que dirigen á los pueblos limítrofes, y la carretera de Galicia á Madrid que pasa por el centro del pueblo: se está haciendo una nueva carretera desde Galicia hasta Adanero, en cuyo puerto deberá incorporarse con la que desde Valladolid conduce á Madrid. prod.: trigo, cebada, centeno, algarrobas, garbanzos y hortalizas; mantiene ganado lanar y vacuno; cria caza de liebres, perdices, algunos conejos y lobos, y en el Adaja pesca menor y alguna anguila. ind. y comercio: la agricultura y esportacion de los frutos sobrantes á los mercados de la cab. del part., en cuyo punto se surten los vec. de todo lo necesario. pobl.: 72 vec., 334 almas. cap. prod.: 935,150 rs. imp.: 37,406. ind. y fabril 1,850. contr.: 7,979 rs. 11 mrs.

En esta pobl. murió el rey D. Alonso IX llamado el Bueno, año 1214.
(Madoz, 1847, p. 148)

## Demografía
Gutierre-Muñoz cuenta con una población de 64 habitantes (INE 2024).
| Gráfica de evolución demográfica de Gutierre-Muñoz entre 1842 y 2021 |
| |
| Población de derecho según los censos de población del INE. Población de hecho según los censos de población del INE.En este censo se denominaba Gutiérrez Muñoz: 1842. En este censo se denominaba Gutierrezmuñoz: 1857. En estos censos se denominaba Gutierremuñoz: 1877, 1887, 1897, 1900, 1910 y 1920. |